# おけさ号
おけさ号（おけさごう）は、大阪府大阪市北区から京都府京都市下京区を経由して新潟県新潟市中央区とを結んでいた高速バス路線の愛称である。

## 概説

新潟県・県外高速バス路線図。水色の路線が本路線である。

「おけさ号」は愛称で、路線名称については阪急バス側では新潟線、新潟交通側では京都・大阪線として案内などを行っていた。
高速道路網の整備に合わせ、1978年の新潟 - 長岡線を皮切りに都市間高速バスへ参入し、1985年には県外路線である新潟 - 東京線を開業させるなど、高速バスの運行ノウハウを蓄積していた新潟交通は、1988年に阪急バスと共同で当路線を開設した。
運賃設定が鉄道利用の半額程度という低価格であることや、開設当時はまだ珍しかった独立3列シートを採用したことなどが奏功し、当路線は高い利用率を維持し続けていた。1日あたり夜行1往復を運行し、週末や年末年始などの多客期には続行便が運行されることがあった。なお、2005年7月28日から2007年10月28日までの間は昼行便1往復も運行されていたが、利用客が伸び悩んだため廃止された。

## 運行会社
- 阪急観光バス（大阪営業所）
- 新潟交通（新潟東部営業所）

## 停車停留所
▼…梅田発は乗車のみ、新潟発は降車のみ扱い
▲…新潟発は乗車のみ、梅田発は降車のみ扱い
▽…万代シテイバスセンター：梅田発のみ停車、降車のみ扱い
＃…休憩停車を行うパーキングエリア
| 停車停留所 休憩箇所    | 停車停留所 休憩箇所    | 所在地 | 所在地         | 所在地         | 乗降区分 | 備考                                                                          |
| ---------------------- | ---------------------- | ------ | -------------- | -------------- | -------- | ----------------------------------------------------------------------------- |
| 大阪（阪急梅田）       | 大阪（阪急梅田）       | 大阪府 | 大阪市         | 北区           | ▼        | 阪急三番街高速バスターミナル発着                                              |
| 新大阪                 | 新大阪                 | 大阪府 | 大阪市         | 淀川区         | ▼        | 阪急バス・新大阪バスターミナル発着                                            |
| 千里ニュータウン       | 千里ニュータウン       | 大阪府 | 吹田市         | 吹田市         | ▼        | 北大阪急行電鉄南北線・桃山台駅前                                              |
| 千里中央               | 千里中央               | 大阪府 | 豊中市         | 豊中市         | ▼        | 0番バスのりば（夜行高速バスのりば）発着                                       |
| 名神高速               | 名神茨木               | 大阪府 | 茨木市         | 茨木市         | ▼        |                                                                               |
| 名神高速               | 名神高槻               | 大阪府 | 高槻市         | 高槻市         | ▼        |                                                                               |
| 名神高速               | 名神大山崎             | 京都府 | 乙訓郡大山崎町 | 乙訓郡大山崎町 | ▼        |                                                                               |
| 京都駅前               | 京都駅前               | 京都府 | 京都市         | 下京区         | ▼        | 八条口側G3バス乗り場                                                          |
| 名神                   | 京都深草               | 京都府 | 京都市         | 伏見区         | ▼        |                                                                               |
| 名神                   | （草津PA）             | 滋賀県 | 大津市         | 大津市         | ＃       | 10分間（※阪急バス便は菩提寺PAで休憩）                                         |
| 北陸道                 | （栄PA）               | 新潟県 | 三条市         | 三条市         | ＃       | 10分間                                                                        |
| 北陸道                 | 三条・燕               | 新潟県 | 燕市           | 燕市           | ▲        |                                                                               |
| 北陸道                 | 巻・潟東               | 新潟県 | 新潟市         | 西蒲区         | ▲        |                                                                               |
| 北陸道                 | 鳥原                   | 新潟県 | 新潟市         | 西区           | ▲        |                                                                               |
| 新潟駅前               | 新潟駅前               | 新潟県 | 新潟市         | 中央区         | ▲        | 新潟発は万代口・東大通14番バスのりば発 梅田発は帝石ビル前着                   |
| 万代シテイバスセンター | 万代シテイバスセンター | 新潟県 | 新潟市         | 中央区         | ▲        | 新潟発は3番線（構内ロータリー）発 梅田発は11 - 13番線（東港線沿いバスベイ）着 |

## 運行経路
国道423号 -  （吹田IC） - 名神高速道路 - （京都南IC） - 国道1号 - （京都南IC） - （米原JCT） - 北陸自動車道 - （新潟西インターチェンジ） - 国道116号新潟西バイパス・国道8号新潟バイパス - （女池インターチェンジ） 
乗客が下車できない乗務員交代の休憩場所は、梅田発の便は阪急バスと新潟交通とで異なっている。阪急バスは以前、草津PA - 南条SA - 小矢部川SA - 蓮台寺PA - 栄PAの順に計3か所で乗務員交代と車両点検を行っていた。一方新潟交通は草津PA - 南条SA - 有磯海SA - 栄PAの順に計2か所にそれぞれ停車して乗務員交代と車両点検を行っている。
新潟交通便は1回交代休憩が少ない分、朝の栄PAでは阪急バスと混成便の時には、新潟交通便が15分ほど先に到着して先に出発する。これは、新潟駅前や終点の万代シテイバスセンターでの混雑緩和目的の意味合いからである。どちらの降車場も一般路線バスが頻繁に到着するため複数台まとめての到着が難しく、特に終点となっているバスセンターの11 - 13番線（東港線沿いバスベイ）は他の県外線高速バスの降車場となっている上、一般路線（附船町線）の停留所も兼ねていることから、こうした時間調整を行っている。この11 - 13番線は以前、他の一般路線（大野白根線、流通センター線）の始発地にもなっており、バスの発着が特に頻繁であったが、両路線とも新潟市のオムニバスタウン事業の一環で2007年11月1日から運行経路を変更したため、現在同箇所を使用するのは附船町線のみである。
現在、阪急バスの車両は菩提寺PA（解放休憩） - 南条SA - 小矢部川SA - 名立谷浜SA - 栄PA（解放休憩）の順に休憩停車を行う（往復とも休憩箇所は同じ）。一方、新潟交通の車両の休憩箇所は従来通り（前掲）である。
この変更の理由としては上記の新潟地区の事情に加えて、おけさ号の前後の時間帯に草津PAにて休憩する富山 - 大阪線、アルペン長野号、アルペン松本号、三条・長岡・柏崎 - 京都・大阪線などとの間での混雑解消目的であると思われる。
なお、現在廃止された昼行便の運行については以下の通りであった。
- 草津PA・南条SA・呉羽PA・米山SAで休憩を取っていた。
- 大阪発は南条SAで、新潟発は呉羽PAで25分の昼食休憩が設定されていた。
- 千里中央・名神茨木・京都駅前には停車しなかった。

## 沿革
- 1988年（昭和63年）9月29日 - 大阪（阪急梅田） - 京都駅前 - 新潟駅前間で運行開始（夜行便1往復）。
- 1989年（平成元年）
  - 4月1日 - 消費税転嫁による運賃改定を実施。
  - 7月24日 - 万代シテイバスセンターへの乗り入れを開始。
  - 10月1日 - 新潟市役所移転に伴い、白山前停留所を「市役所前」に改称。
- 1997年（平成9年）4月1日 - 消費税転嫁による運賃改定。
- 1999年（平成11年）2月1日 - 千里中央バス停を新設。
- 2001年（平成13年）12月21日-名神茨木・名神高槻・名神大山崎・京都深草・三条燕・巻潟東・鳥原・県庁東の停車取扱い開始。
- 2005年（平成17年）7月23日 - 昼行便運行開始、昼行・夜行各1往復体制となる。
- 2007年（平成19年）10月28日 - 昼行便が廃止[2]となり、夜行便のみの運行に戻る。
- 2014年（平成26年）7月14日 - 新潟市内の運行経路を変更。県庁東・市役所前・古町・万代シテイバスセンター前のバス停を廃止。カレンダー運賃制度の設定に伴い、往復割引を廃止[3]。
- 2019年（令和元年）10月1日 - 消費税率引き上げに伴う運賃改定[4][5]。
- 2020年（令和2年）4月8日 - 新型コロナウイルス感染拡大の影響により、この日の出発便より当面の間運休[6][7]。
- 2022年（令和4年）7月1日 - 阪急バスの高速バス事業が阪急観光バス（法人としては前日までの大阪空港交通）に移譲されたのに伴い、阪急観光バスと新潟交通の共同運行となる[8]。
- 2023年（令和5年）3月28日 - 今後の運行再開・継続が困難なため、3月31日限りで路線を休止すると発表された[9][10]。

## 使用車両
- 両社とも独立3列シート（定員29名）、化粧室付き車両を使用する。
- 毛布・スリッパの貸与あり。ホットドリンク（お茶・コーヒー）サービスは、2011年9月1日から廃止となった。

## 備考
- 本路線の愛称「おけさ」は民謡「佐渡おけさ」が由来である。なお、新潟交通が出資母体のひとつである佐渡汽船が新潟港 - 両津港間で運航しているカーフェリーのうち1隻に「おけさ丸」という名称が付けられている。
- 2008年4月、越後交通と南海バスによって長岡市より柏崎市・京都市・大阪市を経由して堺市へ行く夜行バス路線が新設され、当該路線は2009年に三条市まで延伸された。県央地域では延伸に伴い、本路線とは事実上のダブルトラック状態になったが、停留所は異なり、堺・なんば・京都 - 柏崎・長岡・三条線は栄・東三条駅・越後交通三条営業所の3ヶ所に停車するのに対し、本路線の停留所は三条燕[11]1箇所のみである。なお、休憩を行う同市の栄パーキングエリアには停留所が併設されているが、客扱いは行っていない。